# Xã Couch, Quận Oregon, Missouri
Xã Couch (tiếng Anh: Couch Township) là một xã thuộc quận Oregon, tiểu bang Missouri, Hoa Kỳ. Năm 2010, dân số của xã này là 426 người.